# Senouras
Senouras é uma povoação portuguesa do Município de Almeida que foi sede da extinta Freguesia de Senouras, freguesia que tinha 9,55 km² de área e 38 habitantes (2011), e, por isso, uma densidade populacional de 4 hab/km².
A Freguesia de Senouras foi extinta em 2013, no âmbito de uma reforma administrativa nacional, tendo sido agregada às freguesias de Leomil, Mido e Aldeia Nova, para formar uma nova freguesia denominada União das Freguesias de Leomil, Mido, Senouras e Aldeia Nova com sede em Mido.

## População
★ No censo de 1864 figura no concelho de Sabugal. Passou para o actual concelho (município na designação atual) por decreto de 07/12/1870
| Totais e grupos etários | Totais e grupos etários | Totais e grupos etários | Totais e grupos etários | Totais e grupos etários | Totais e grupos etários | Totais e grupos etários | Totais e grupos etários | Totais e grupos etários | Totais e grupos etários | Totais e grupos etários | Totais e grupos etários | Totais e grupos etários | Totais e grupos etários | Totais e grupos etários | Totais e grupos etários |
| ----------------------- | ----------------------- | ----------------------- | ----------------------- | ----------------------- | ----------------------- | ----------------------- | ----------------------- | ----------------------- | ----------------------- | ----------------------- | ----------------------- | ----------------------- | ----------------------- | ----------------------- | ----------------------- |
|                         | 1864                    | 1878                    | 1890                    | 1900                    | 1911                    | 1920                    | 1930                    | 1940                    | 1950                    | 1960                    | 1970                    | 1981                    | 1991                    | 2001                    | 2011                    |
|                         | 146                     | 159                     | 193                     | 216                     | 219                     | 203                     | 198                     | 209                     | 191                     | 178                     | 125                     | 90                      | 91                      | 57                      | 38                      |
| i)                      |                         |                         |                         |                         |                         |                         |                         |                         |                         |                         |                         |                         |                         | 2                       | 0                       |
| ii)                     |                         |                         |                         |                         |                         |                         |                         |                         |                         |                         |                         |                         |                         | 7                       | 2                       |
| iii)                    |                         |                         |                         |                         |                         |                         |                         |                         |                         |                         |                         |                         |                         | 24                      | 11                      |
| iv)                     |                         |                         |                         |                         |                         |                         |                         |                         |                         |                         |                         |                         |                         | 24                      | 25                      |

```
i)
 0 aos 14 anos;
 ii)
 15 aos 24 anos; 
iii)
 25 aos 64 anos; 
iv)
 65 e mais anos	
```

|}

## Património
- Edificado:
  - Fonte de Mergulho de Santa Ana - século XVIII/XIX;

- Religioso:
  - Igreja Matriz - século XVIII ;
  - Cruzeiros - século XVIII/XIX;

- Arqueológico e Etnográfico:
  - Alpendre da Feira - século XIII/XIV;
  - Lagar de Fuso - Urbano/século XIX;
  - Lagar escavado na rocha no sítio do Quinteiro - período medieval